# Upplands runinskrifter 253

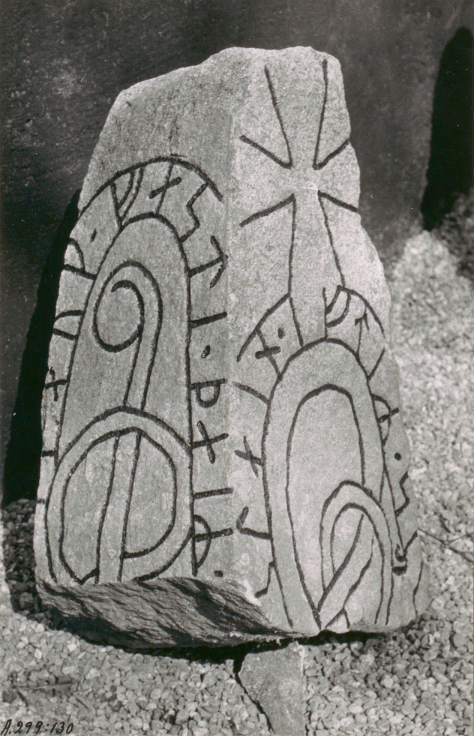
Det fragment som förut kallades Upplands runinskrifter 264.

Upplands runinskrifter 253 är två vikingatida fragment av en runsten av granit i Fresta kyrka, Fresta socken och Upplands-Väsby kommun. Det ena fragmentet sitter inmurat i kyrkoväggen och upptäcktes 1869 vid en omrappning av kyrkan. Det andra fragmentet återfanns 1944 och kallades tidigare Upplands runinskrifter 264, men hör ihop med denna sten. Detta fragment är ristat på tre sidor, varav två med runor.
Gudlög, som lät hugga U 253, omnämns också på U 252 och möjligen är det samma kvinna.

## Inskriften
Translitterering av runraden:
§A · kuþrlaug · lit · hk-...- · stain · iftiʀ · su...-u · b(u)nta · sin 
§B ...--- · auk · fasti · þaiʀ · ...
Normalisering till runsvenska:
§A Guðlaug let hagg[va] stæin æftiʀ ... bonda sinn. 
§B ... ok Fasti, þæiʀ ...
Översättning till nusvenska:
§A Gudlög lät hugga ... sin man. 
§B ... och Fasti, deras ...